# Per-Olov Grönstrand
Per-Olof Johannes Grönstrand, född 19 april 1928 i Maria Magdalena församling, Stockholm, död 1 september 2006 i Oscars församling, Stockholm, var en svensk målare, tecknare och konstfilmskapare.
Han studerade konst från 1949 vid Kungliga konsthögskolan med Ragnar Sandberg som lärare i måleri. Tillsammans med Ann-Marie Enlund, Inga Grubbström, Ingrid Hamrell, Evy Låås, Rolf Erling Nygren och Stig Sundin genomförde han utställningen  Nio Unga, akademielever 1949 på Lilla Paviljongen 1953. 
Som filmskapare regisserade han filmen Odjuret 1953 och han utgav 1973 boken Axel Kargel, en studie i liv och konst. Vid sin död testamenterade han delar av sin konstsamling med verk av Torsten Andersson och Edvard Munch till Moderna museet och en tavla av Carl Trägårdh till Nationalmuseum.